# Carlos García Chavira
Carlos García Chavira ist ein ehemaliger mexikanischer Fußballspieler, der im Mittelfeld bzw. im Angriff agierte.

## Leben
Die erste nachvollziehbare Station von Carlos García Chavira war der Club San Sebastián de León, bei dem er in der Saison 1947/48 und später noch einmal in der Saison 1950/51 spielte. Die beiden dazwischen liegenden Spielzeiten verbrachte er bei Chivas Guadalajara, für die er insgesamt 9 Treffer in der höchsten mexikanischen Spielklasse erzielte. Später war er unter anderem noch beim CF La Piedad und beim Club Deportivo Oro im Einsatz.